# Georges Bouet
Pour les articles homonymes, voir Bouet.
Georges Adelmard Bouet, né à Caen le 1er janvier 1817 et mort à Rosel le 4 septembre 1890, est un peintre et archéologue français.

## Biographie
Après avoir fait de bonnes études au Petit-Séminaire et au collège royal de sa ville natale, Georges Bouet est envoyé à Paris pour compléter son éducation artistique. Entré en 1836 dans l’atelier de Paul Delaroche, il en sort en 1839, déjà peintre de mérite et dessinateur fort remarquable.
Il débute par trois tableaux reproduisant des intérieurs d’église ou des détails d’architecture : Petite porte de l’église Saint-Gilles, à Caen (1839) ; Intérieur de l’église des Bénédictines, à Caen et enfin Vue de l’église de Dives, qui figura au salon de peinture de 1842. C’est au même genre qu’appartiennent le Marché de Saint-Pierre ; l’Intérieur de l’église Saint-Gilles ; le Vieux-Marché de Trêves (salon de 1847) ; l’Abside de Saint-Pierre ; le Château de Sainte-Marie-Laumont (salon de 1859) ; l’Intérieur de Mondaye (salon de 1861) ; l’Église de Dives (salon de 1804) ; l’Autel de la Gloriette (salon de la même année) ; Westminster : intérieur d’une église ruinée (1874).
Indépendamment de ces tableaux, Georges Bouet aborde le paysage dans les Roches de Fontenailles, les Roches de Clécy, les deux petits tableaux de la Brèche-au-Diable, et le portrait dans Enfants portant des fleurs. Il fait aussi des études de fleurs,  notamment : Chardons (1863), Plantes variées, fleurs et houblons (1867) et Eupatoires (1873). Parmi les plus remarquables de ses tableaux de genre proprement dits, où se révèle l’influence de son maître, figurent : la Procession, qui figura au salon de 1843 ; le Pain bénit, exposé au salon de 1845 ; Breton au pied de la croix ; la Femme à la cruche ; Mendiants, etc.
Quel que soit le mérite de tous ces tableaux, paysages, natures mortes, peintures de genre, vues architecturales qui paraissent se recommander par la bonne entente de la composition, l’exactitude du dessin, la solidité de la couleur, des teintes justes, un ensemble agréable, une ingénieuse distribution de la lumière, c’est dans une autre direction qu’il devait trouver sa voie et conquérir sa véritable autorité : il était certainement peintre, mais il était, avant tout, dessinateur, et dessinateur d’églises, de ruines, de châteaux, et c’est par là qu’il servit la cause de l’archéologie.
Bouet connaissait Arcisse de Caumont depuis longtemps, mais ce fut seulement en 1841 que, s’associant à ses travaux, il l’accompagna pour la première fois dans ses pérégrinations. Ce voyage donna une autre impulsion à sa vie et ouvrit de nouveaux horizons à son esprit. On le retrouvera, dès lors, à la suite du grand antiquaire normand, sur toutes les routes à travers la Normandie, dans les diverses régions de la France, parfois en Allemagne, en Belgique, en Italie. Bouet était de toutes les excursions, de tous les congrès, et, pendant que les autres exposaient et discutaient, il parcourait silencieusement les quartiers écartés, observant tout et notant sur son calepin les détails qui l’étonnaient ou le séduisaient. Au cours de ces explorations si fructueuses pour l’étude comparative des monuments, il ne se contentait pas de dessiner ce qu’on lui indiquait, un autre artiste, à la rigueur, eût pu en faire tout autant, mais il analysait l’œuvre architecturale pour son compte afin d'en sonder tous les recoins et souvent y découvrir des particularités caractéristiques insoupçonnées qu’il était le premier à mettre en lumière.
Arcisse de Caumont ne fut pas le seul à faire appel à ses services et à le prendre quelquefois pour guide et comme compagnon de voyage. Au moment où il publiait les lithographies des anciennes maisons de Caen, qui accompagnaient l’article de Raymond Bordeaux, les Anciennes Maisons monumentales de Caen (L’Hôtel de Mondrainville, blasons et légendes énigmatiques, l’Hôtel des Monnaies de Caen), (Caen, A. Hardel, 1846, in-8°), il donnait à Théodose du Moncel une vue de la rue Saint-Jean, à Caen, et un paysage à la plume, qui figurent dans son ouvrage intitulé l’École du Paysage, ainsi qu’une vue du château de Tourlaville, destinée à orner l’étude archéologique sur cette habitation intitulée le Manoir de Tourlaville, Paris, 1850, in-8°. En 1847, Charles Bourdon l’emmène avec lui au Mont-Saint-Michel et lui demande les grandes lithographies de l'ouvrage sur l’abbaye normande, dont le texte est dû à Édouard Le Héricher, Histoire et description du Mont-Saint-Michel, Caen, Lecrêne, 1848, in-f°. À peu près à la même date, Chennevières peut, grâce aux soins de Bouet, illustrer son étude Observations sur le Musée de Caen et sur son nouveau catalogue (Argentan, 1851, in 4°), de la lithographie du Mariage de la Vierge, du Pérugin, le trésor de la collection.
Lors de l’Exposition universelle de 1851 à Londres, il se lie intimement avec le grand éditeur anglais Parker, qu’il avait déjà rencontré, en 1849, au Congrès scientifique de Rennes. Il effectue, avec cet homme instruit, plusieurs voyages importants en France, en Suisse, en Lombardie, à Venise, à Rome et à Ravenne et en rapporte plus de 2 000 dessins dont plusieurs furent reproduits dans la revue Archœologia : Notes of a tour in the west of France, 1852 (Archœologia, t. XXIV) ; Observations on the ancient churches of the west of France (Ibid.,t. XXV) ; Mediaeval architecture in Aquitaine (Ibid.,t. XXVI) ; Remarks in some early churches in France and Switzerland, (Ibid.,t. XXVIII).
On retrouve encore ses dessins dans l’Histoire de l’Abbaye de Saint-Étienne de Caen, de Célestin Hippeau, dans l’Histoire du canton d’Athis, de La Ferrière-Percy, dans l’ouvrage de Raymond Bordeaux sur la serrurerie du Moyen Âge et aussi dans sa monographie des brocs à cidre, entreprise à la sollicitation de Guillaume-Stanislas Trébutien. On doit également aux relations de Bouet avec de Salis, Félix de Verneilh, Alfred Ramé, Achille Peigné-Delacourt, toute une série de dessins de monuments anglais et français d’après les cartons de la Bibliothèque bodléienne, des reproductions de coupoles périgourdines, des esquisses empruntées à l’église de Poissy, aux constructions de la Picardie, à l’abbaye et au château du Mont-Saint-Michel. Il exécute encore les deux lithographies représentant l’église Saint-Étienne-le-Vieux, qui furent joints à la lettre adressée par la Société des antiquaires de Normandie au Ministre de l’Intérieur dans le but d’obtenir la conservation de cet édifice : Protestation contre la démolition de l’église de Saint-Étienne-le-Vieux, à Caen, Caen, Hardel, 1850, in-4°.
En 1883, il illustre les comptes-rendus du congrès tenu à Caen par la Société française d'archéologie, dont il est inspecteur, de dessins variés reproduisant les particularités les plus intéressantes des hôtels et des maisons de la vieille cité normande. Ces dessins si soignées ont malheureusement été souvent reproduits dans les publications d’Arcisse de Caumont d’une manière imparfaite et défectueuse. Il exécute aussi de nombreux dessins d’objets d’ornementation et d’ameublements ecclésiastiques : lutrins, autels, confessionnaux, tabernacles, chandeliers, etc. Il trace les cartons sur lesquels ont été plus tard exécutés les tympans si remarqués de Notre-Dame-des-Champs d’Avranches. Parmi ses projets architecturaux, on trouve celui de la restauration de la tour centrale de Bayeux et celui d’une cathédrale pour la ville de Lille qui, bien qu’inachevé, lui valut une médaille et les félicitations du jury du concours.
Ami intime de Charles Marie, de Raymond Bordeaux, de Guillaume-Stanislas Trébutien avec qui il partageait une communauté de goûts, d’idées et de sentiments, il développe aussi ses idées et fait part au public de ses observations avec diverses notes très précises, insére dans le Bulletin Monumental, sur les églises de Fécamp, d’Étretat, de Jumièges et de Boscherville, et surtout une étude magistrale sur Saint-Étienne de Caen, qui fut d’autant plus remarquée qu’elle soulevait un des problèmes les plus difficiles de la science architectonique, celui de l’existence des voûtes en pierre dans les grandes églises romanes du XIe et du XIIe siècle en Normandie.

## Principales publications
- Note sur les serpents et les crapauds dévorant des hommes, t. XIII, p. 208 ;
- Modèle d’autel du XVIe siècle, t. XIII, p. 310 ;
- Dessins héraldiques de la ville de Caen, t. XII, p. 461 ; t. XIII, p. 428 ;
- Album de la monographie du Mont-Saint-Michel, t. XIII, p. 674 ;
- Manoirs du Calvados, t. XV, p. 441 ;
- Note sur l’ancienneté des coqs dominant les clochers, t. XV, p. 532 ; t. XVII, p. 528 ;
- Autel de Pont-l’Évêque, en style du XVe siècle, t. XVIII, p. 79 ;
- Castrum de Jublains, t. XVIII, p. 348 ;
- Note sur le- ; fonts baptismaux de Saint-Évroult de Montfort, t. XVIII, p. 423 ;
- Restauration de la salle des Gardes de l’abbaye Saint-Étienne de Caen, t. XIX, p. 313 ;
- Note sur les antiquités romaines découvertes à Lisieux, t. XXIII, p. 217 ;
- Projet de flèche pour l’église Saint-Jacques de Lisieux, t. XXV, p. 241 ;
- Nouvelles observations sur les voûtes de l’église de l’abbaye de Saint-Etienne de Caen ;
- Le château de Lasson et son inscription, t. XXIX, p. 141 ;
- L’abbaye de Bernay, t. XXXI, p. 95 ;
- Analyse architecturale de l’abbaye de Saint-Étienne de Caen, t. XXXI, p. 417, 637, et t. XXXIII, p. 254, 546, 763 ;Travail enrichi d’un grand nombre de dessins et qui comprend aussi une étude analytique et descriptive des constructions de l’église Saint-Nicolas.
- Coup d’œil architectonique sur les églises de Fécamp, d’Étretat, de Jumièges et de Bocherville, t. XXXIII, p. 5 ;
- Excursion à Noyon, Laon et Soissons, t. XXXIV, p. 430 ;
- L’église de Germigny et celle de Beaulieu-sous-Loches, t. XXXIV, p. 560 et 648 ;
- Clochers du diocèse de Bayeux, t. XXXVI, p. 521 ; t. XXXVII, p. 81, 182, 415 ; t. XXXVIII, p. 517 ;
- Exploration des cryptes de Jouarre, t. XXXVII, p. 314 ;
- Autels du midi de la France, t. XXXVII, p. 399 ;
- Observations sur l’église carolingienne de Saint-Martin d’Angers et sur celle de Ronceray, t. XXXVIII, p. 221 ;
- Ruines de l’abbaye de Saint-Évroult, t. XXXVIII, p. 705.

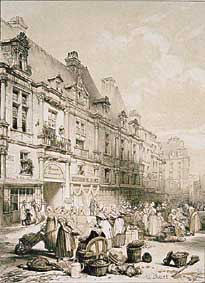
La façade de l'hôtel d'Escoville à Caen (1844)
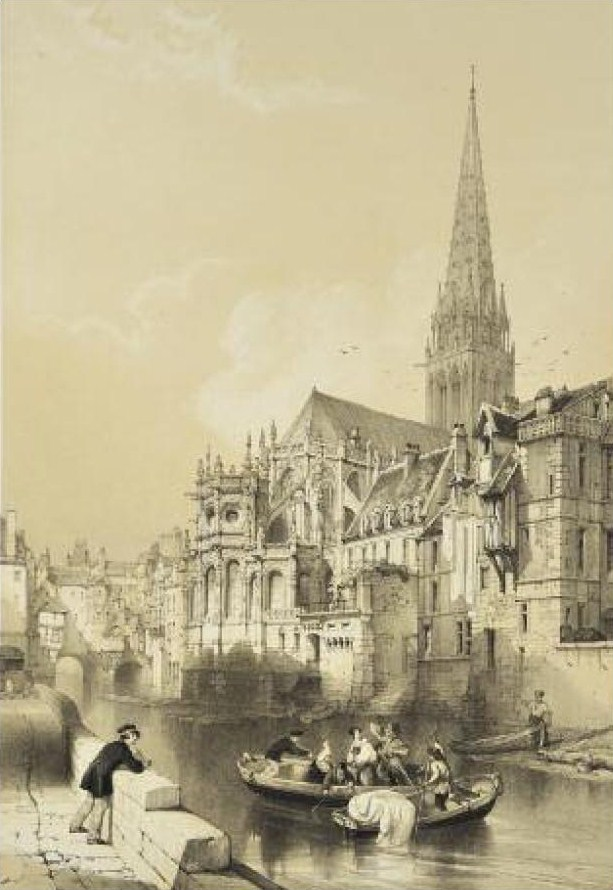
Abside de l'église Saint-Pierre de Caen
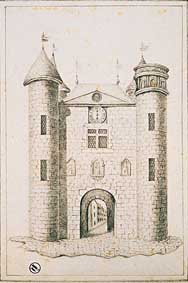
L'ancien châtelet de Caen, détruit dans les années 1750
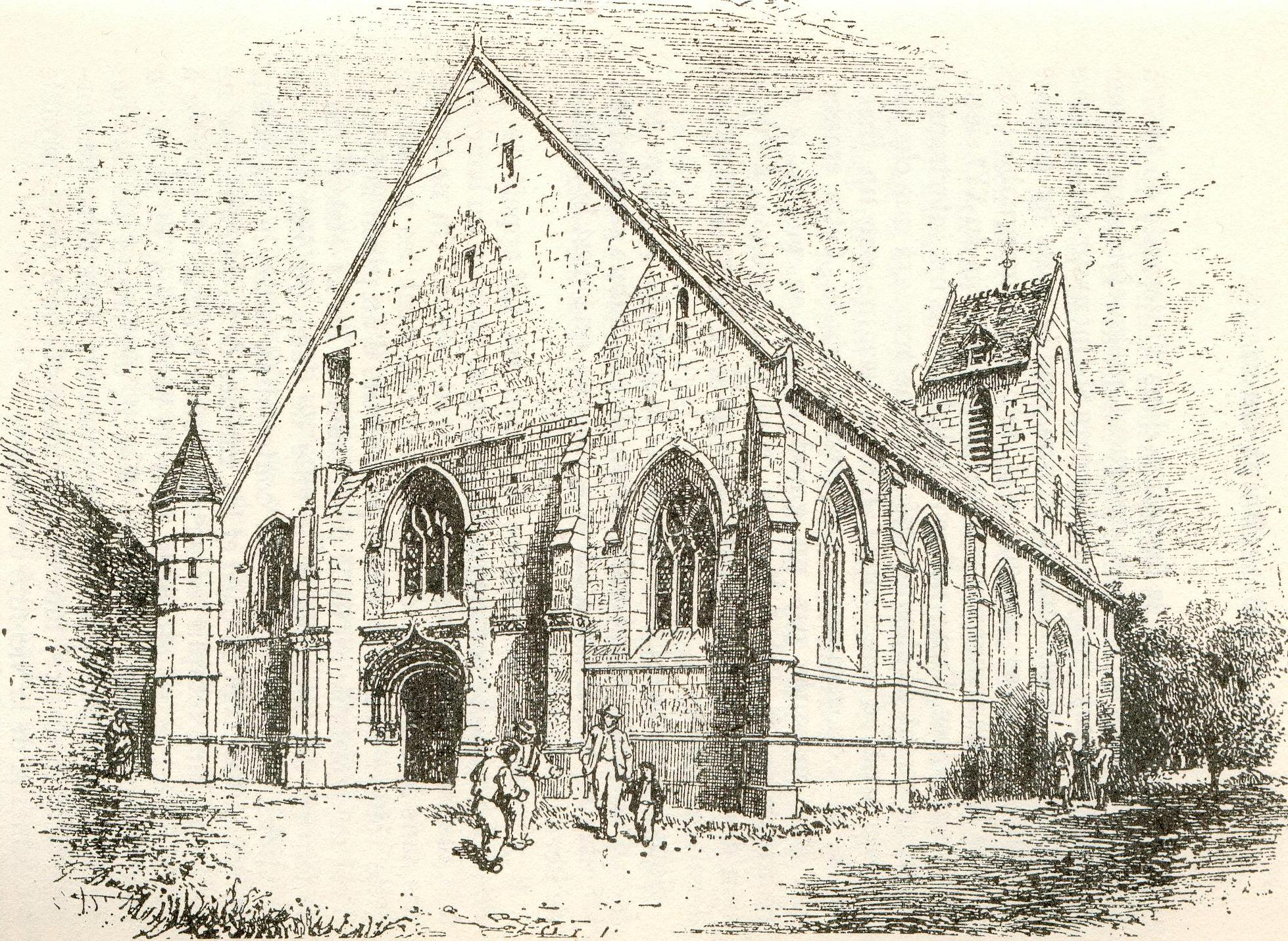
L'ancienne église Saint-Julien de Caen
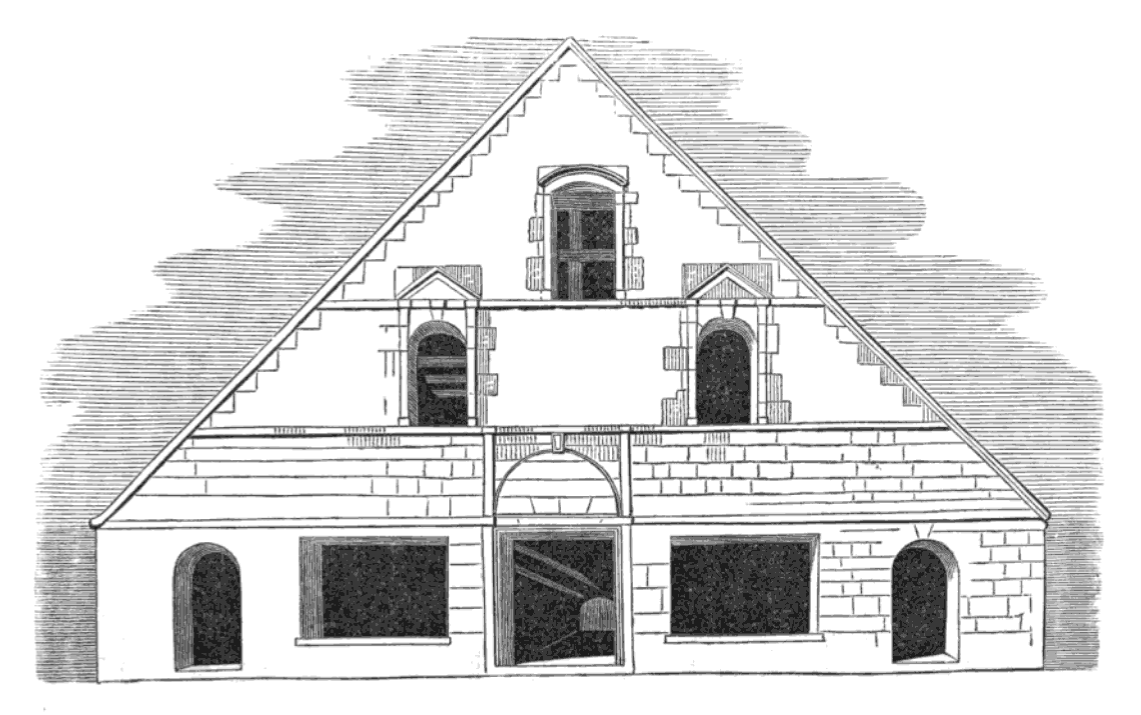
Les halles de la boucherie à Caen avant leur destruction (1856)
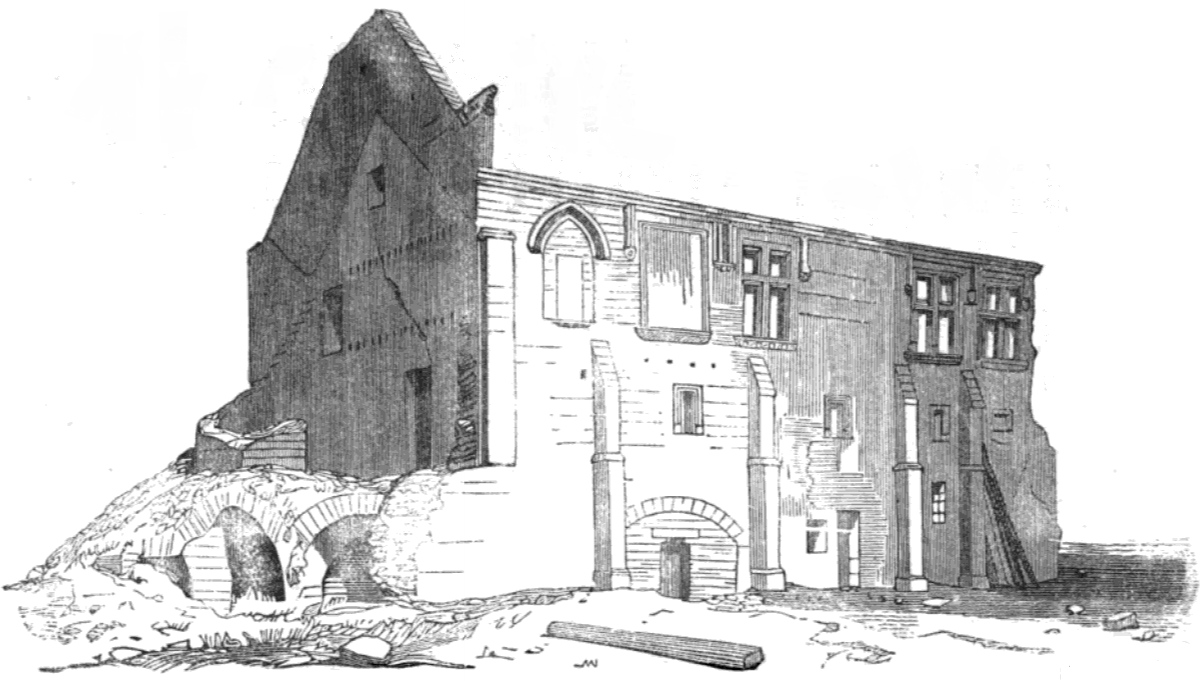
Les ruines du logis-neuf de l'abbaye aux Hommes de Caen (1868)

## Sources
- Eugène de Robillard de Beaurepaire, Bulletin monumental, vol. 56, 1890, Paris, Alphonse Picard ; Caen, Henri Delesques, 1890, p. 424-33.